# Бјентина
Бјентина (итал. Bientina) је насеље у Италији у округу Пиза, региону Тоскана.
Према процени из 2011. у насељу је живело 5121 становника. Насеље се налази на надморској висини од 14 м.

## Становништво
| 1931. | 1936. | 1951. | 1961. | 1971. | 1981. | 1991. | 2001. | 2011. |
| ----- | ----- | ----- | ----- | ----- | ----- | ----- | ----- | ----- |
| 3.683 | 3.714 | 3.773 | 3.855 | 4.126 | 4.912 | 5.291 | 6.115 | 7.766 |